# Charles Kittel
Charles Kittel (* 18. Juli 1916 in New York; † 15. Mai 2019) war ein US-amerikanischer Physiker. Er war ab 1951 Hochschullehrer an der University of California, Berkeley und seit 1978 emeritiert.

## Leben und Werk
Charles Kittel studierte an der Universität Cambridge, England, die er 1938 mit dem Bachelor of Arts (BA) abschloss. Seine Dissertation in Kernphysik schrieb er 1941 an der Universität von Wisconsin bei Gregory Breit. Während des Zweiten Weltkriegs war er von 1940 bis 1942 am Naval Ordnance Laboratory nahe Washington, D.C. und leitete danach die Submarine Operations Research Group (SORG) der Operations Research Group der US-Navy. Danach forschte Kittel von 1945 bis 1947 am Massachusetts Institute of Technology (MIT) und von 1947 bis 1951 an den Bell Laboratories, New Jersey, wo er sich speziell mit dem Thema Ferromagnetismus beschäftigte. 1949 wurde er Fellow der American Physical Society.
Im Jahr 1951 wurde er an die University of California, Berkeley, berufen und behielt sein Lehramt bis zu seiner Emeritierung 1978. Dort lehrte und forschte er im Bereich der Festkörperphysik. Kittel ist für sein Lehrbuch der Festkörperphysik bekannt, welches häufig als Standardwerk zitiert wird.
Nach ihm, Malvin Ruderman (seinem Ko-Autor auf diesem Gebiet), Tadao Kasuya und Kei Yosida ist die RKKY-Wechselwirkung benannt.
Charles Kittel war seit 1938 mit Muriel A. Lister verheiratet und hatte drei Kinder.

## Auszeichnungen und Mitgliedschaften
- Charles Kittel war dreimal, in den Jahren 1945, 1956 und 1963, Guggenheim-Stipendiat.[2]
- Sloan Research Fellow, 1956
- Oliver E. Buckley Condensed Matter Prize, 1957
- Mitglied der National Academy of Sciences, 1957
- Mitglied der American Academy of Arts and Sciences, 1959
- Berkeley Distinguished Teacher Award, 1970
- Oersted Medal, American Association of Physics Teachers, 1972

## Werke
- Charles Kittel: Introduction to Solid State Physics 1. Ausgabe 1953 bis 14. Ausgabe 2005, ISBN 0-471-41526-X (dt. Einführung in die Festkörperphysik. Oldenbourg, ISBN 3-486-57723-9)
- Charles Kittel: Quantum Theory of Solids. Wiley, 1963, ISBN 0-471-49025-3 (dt. Quantentheorie des Festkörpers, Oldenbourg 1970)
  - Charles Kittel, C. Y. Fong: Quantum Theory of Solids. Wiley, 1987, ISBN 0-471-62412-8 (bebilderte Überarbeitung).
- Charles Kittel, Herbert Kroemer: Thermal Physics, 2. Auflage, 1980, San Francisco: Freeman 2000, ISBN 0-7167-1088-9
  - Charles Kittel, H. Kroemer: Thermodynamik: Elementare Darstellung der Thermodynamik auf moderner quanten-statistischer Grundlage. 5. Auflage 2001 Oldenbourg Wissenschaftsverlag. ISBN 3-486-25716-1
- mit Malvin Ruderman, Walter Knight: Mechanics, Berkeley Physik Kurs Bd. 1, McGraw Hill 1965, 1973, deutsch bei Vieweg
- Charles Kittel: Einführung in die Festkörperphysik, 14. Auflage 2006, Oldenbourg Wissenschaftsverlag. ISBN 978-3-486-57723-5